# Géographie de la Somme

Arrondissements et cantons de la Somme

Pour un article plus général, voir Somme (département).

## Présentation
Un département de forme rectangulaire (ou quadrangulaire), long d'environ 120 km d'ouest en est et large en moyenne d'une cinquantaine de kilomètres. Une superficie totale de 6 170 km2. Le petit côté, le long de la Manche, fait 60 kilomètres tandis que le grand côté, orienté sud-est-nord-ouest, en compte 120 (km).

## Limites naturelles
Les limites naturelles sont :
- à l'ouest, la mer : Manche,
- au nord, la vallée de l'Authie, départements limitrophes : le Pas-de-Calais et à l'extrémité est le Nord,
- au sud-ouest, la vallée de la Bresle, département limitrophe : la Seine-Maritime,
- à l'est et au sud-est, il n'existe pas de « frontière » naturelle avec le département limitrophe — respectivement : l'Aisne et l'Oise.

Paysages de la Somme :
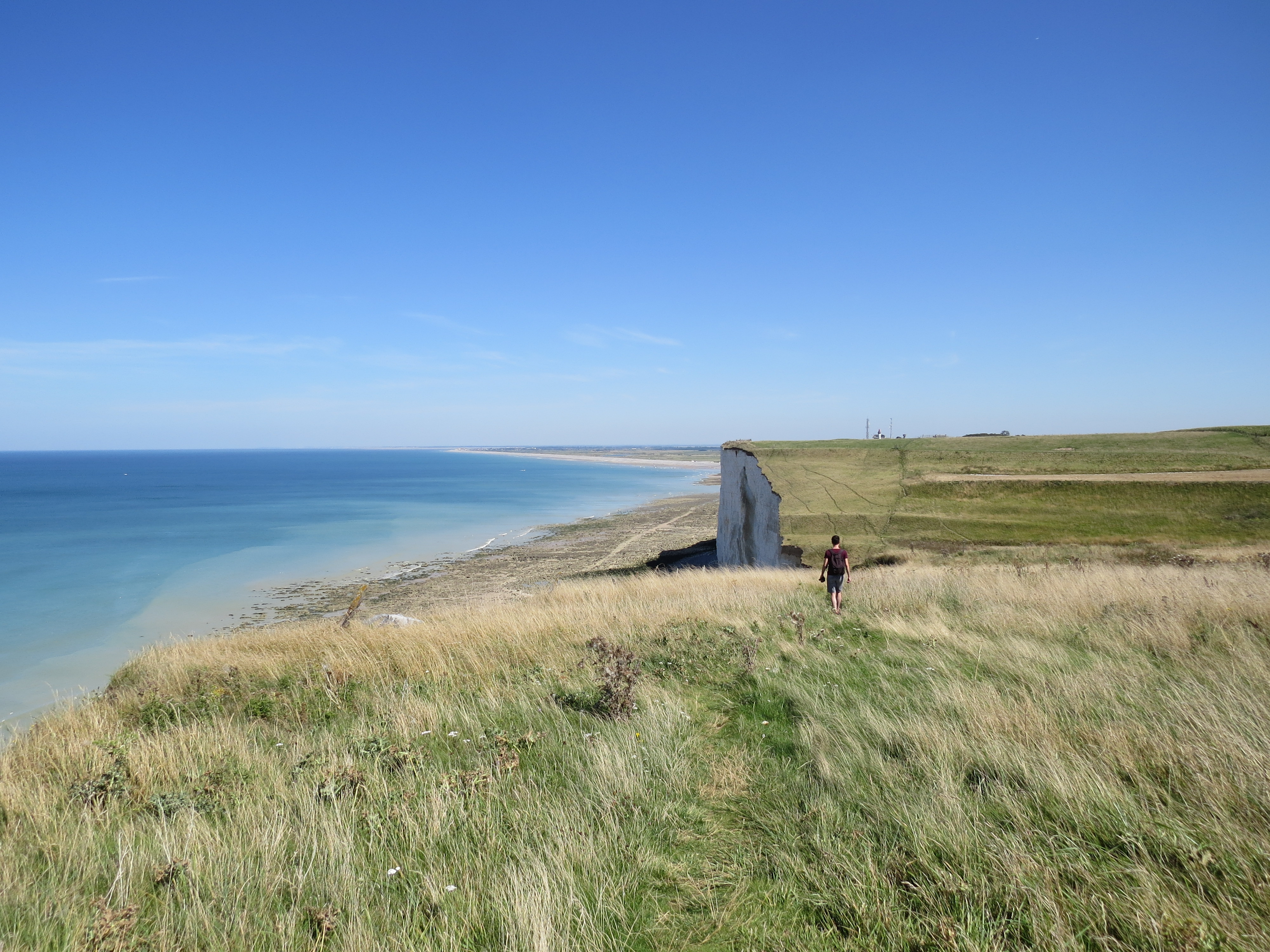
Falaises en baie de Somme, à l'ouest.
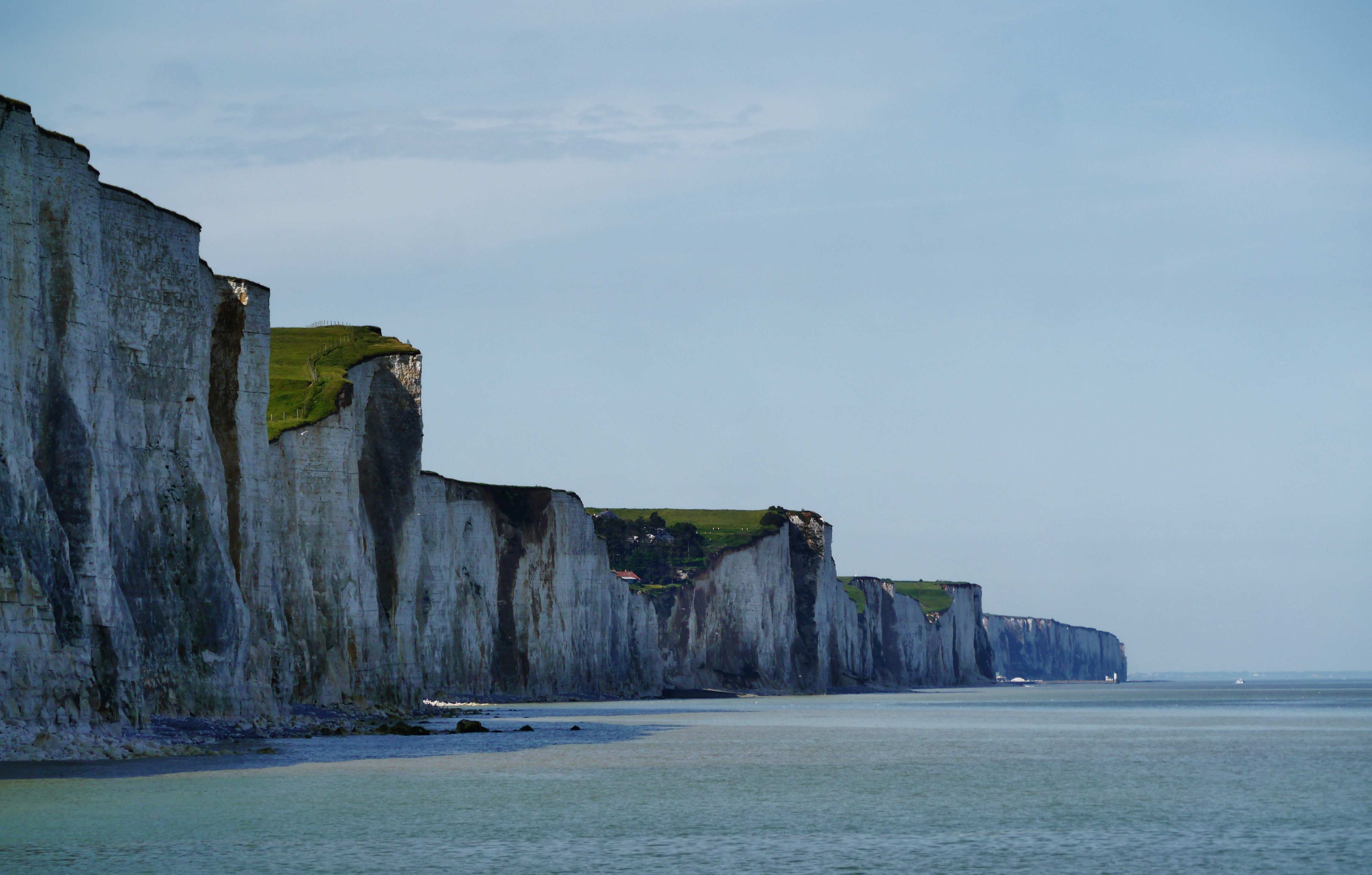
Ault, à l'ouest.
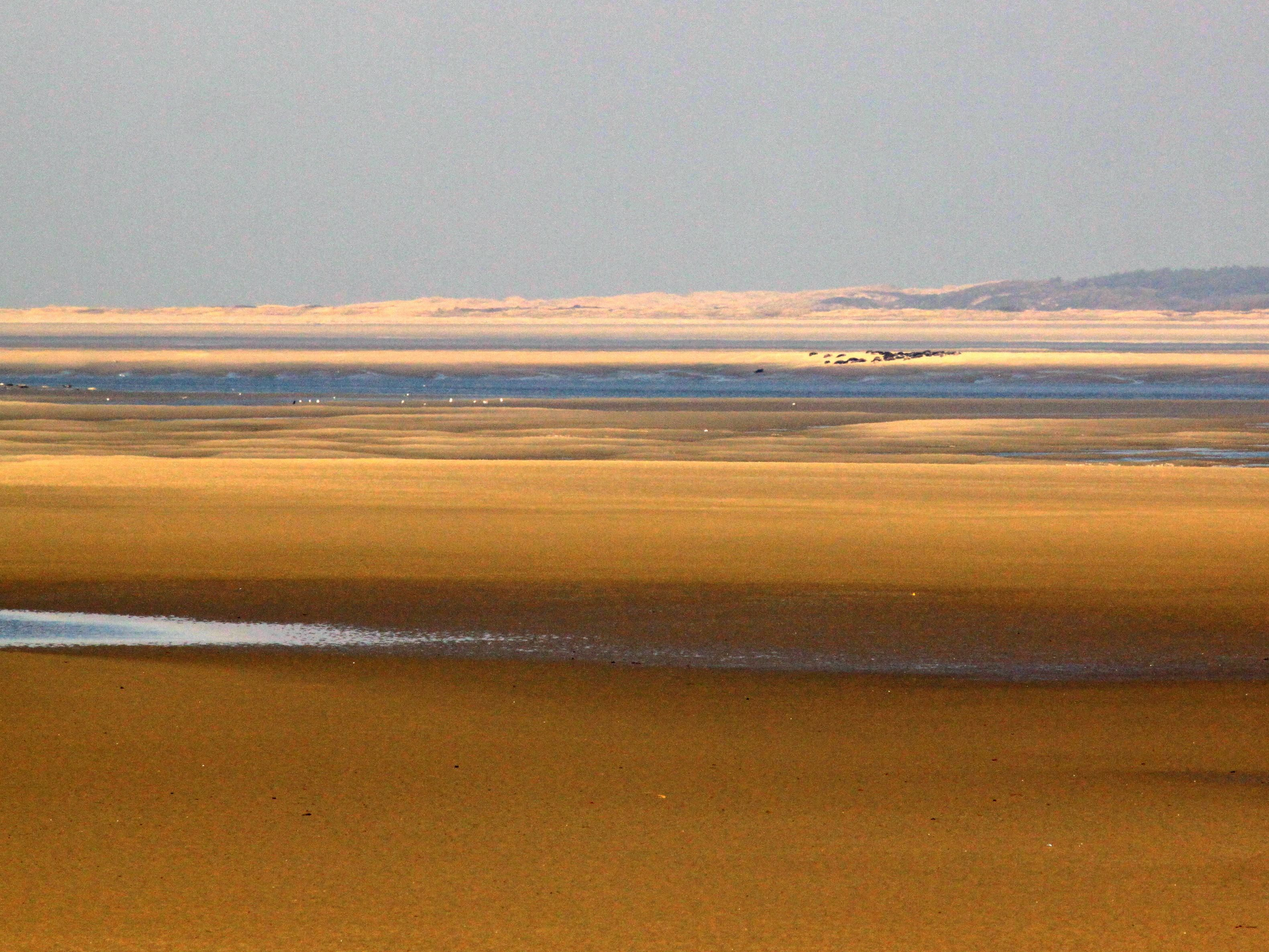
La baie de Somme, au nord-ouest.
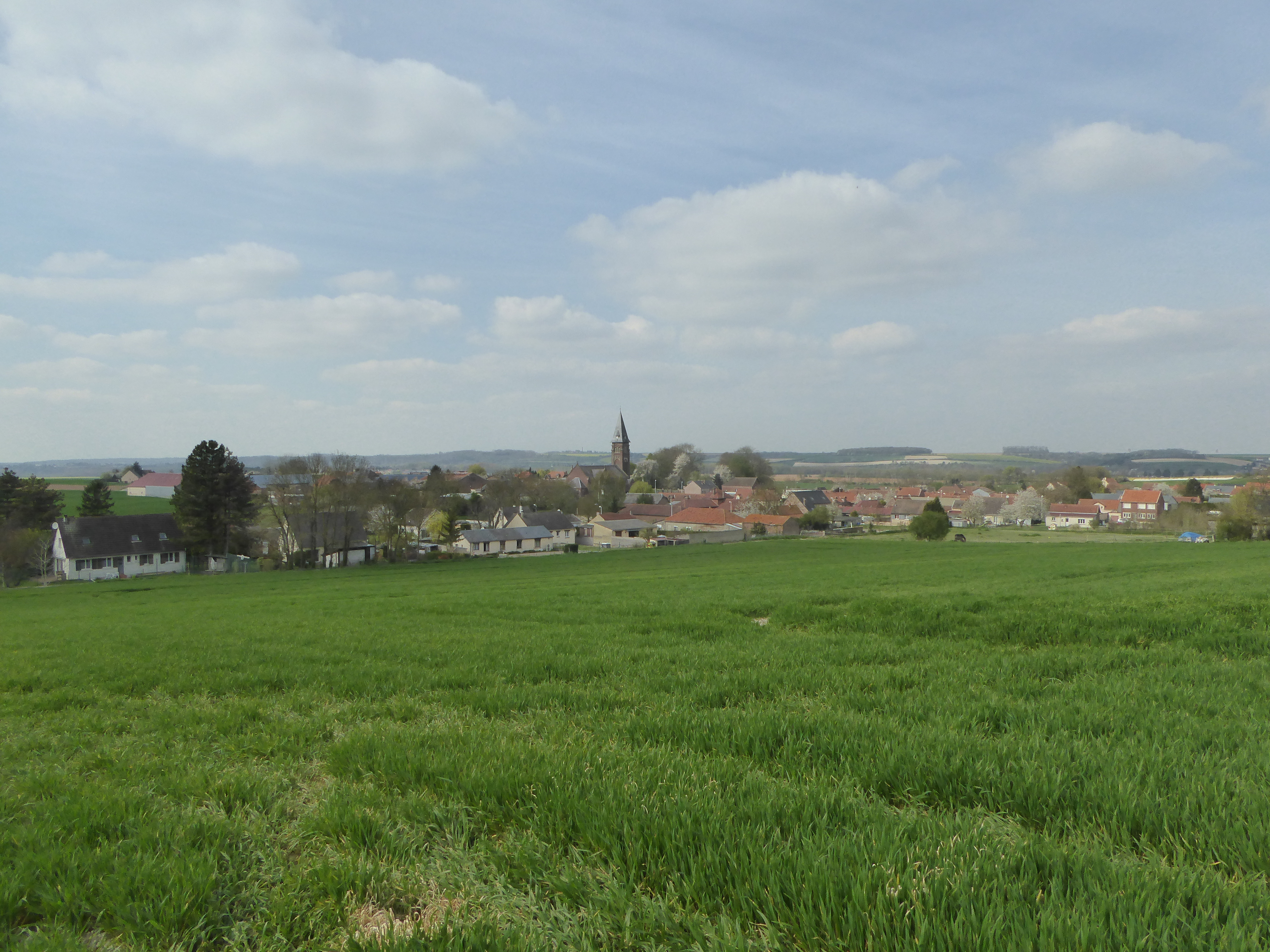
Le Hamel, au centre-est.

## Plaine ou Plateau
Le pays de Somme ne dépasse pas l'altitude de 150 mètres sauf au mont d'Arguel qui culmine à 210 mètres. C'est la raison pour laquelle on a tendance à parler de plaine. En fait, il s'agit d'un plateau dont l'altitude est plus élevée que la vallée de la Somme - qui forme l'axe longitudinal du département - et les vallées de ses affluents.
Vallées et plateaux se succèdent en un léger vallonnement incessant, plus marqué à l'ouest qu'à l'est du département.

## Terre à céréales
Dans la partie orientale, où la plaine picarde ressemble plus à la terre à betteraves à perte de vue telle que l'on peut l'imaginer, les deux vallées de la Somme et de L'Avre picarde sont très évasées et la différence d'altitude entre le fond humide et le plateau est minime.
Les céréales occupent pratiquement la moitié des terres cultivées. Viennent ensuite les betteraves industrielles (11 % de la surface) et les pommes de terre (4 %).

## Hydrographie
Le département de la Somme compte environ 60 km2 (ou 6000 hectares) de plans d'eau inféodés à environ 900 km de cours d'eau essentiellement du bassin versant de la Somme.